# Podothecus sturioides
Podothecus sturioides är en fiskart som först beskrevs av Guichenot, 1869.  Podothecus sturioides ingår i släktet Podothecus och familjen pansarsimpor. Inga underarter finns listade i Catalogue of Life.